# Burg Falkenstein (Plopsaland Deutschland)
Burg Falkenstein is een darkride in het Duitse attractiepark Plopsaland Deutschland en opende in 1987.
De attractie kenmerkt zich door een 23 meter hoge stenen toren die de entree van de darkride vormt. Het exterieur ziet eruit als een kasteel uit de Middeleeuwen. De naam en het exterieur zijn geïnspireerd op Burg Falkenstein in de Duitse plaats Falkenstein. De rit wordt afgelegd in een doombuggie afkomstig van MACK Rides. Tijdens de rit maken bezoekers een tocht door het kasteel waar zich diverse taferelen afspelen. De scènes vinden onder andere plaats in de kerker en de troonzaal.